# Jakob Samuel Johann Scheuermann
Samuel Johann Jakob Scheuermann (* 20. April 1770 in Bern; † 27. Januar 1844 in Aarau), auch mit den Signaturen I. I. Scheurmann oder J. Scheurmann, war ein Schweizer Kupferstecher.

## Leben
Scheuermann wirkte vor allem massgeblich an der Erstausgabe des Schweizer Atlas, in dem die Alpen erstmals eine kartographisch naturgetreue Darstellung erfuhren, mit. Gemeinsam mit Christophe Guérin und Matthias Gottfried Eichler führte er die Kupferstiche für dieses Werk aus, das einen Meilenstein in der Kartographie des 19. Jahrhunderts darstellt.
Auf Veranlassung und auf Kosten des Aarauer Industriellen Johann Rudolf Meyer (1739–1813) besorgten im Zeitraum von zehn Jahren der Strassburger Geometer Johann Heinrich Weiss (1759–1826) und seit 1788 der Engelberger Topograph Joachim Eugen Müller (1752–1833) die trigonometrischen Aufnahmen. Die neuen Blätter in senkrechter, nur ausnahmsweise in schiefer Beleuchtung und in Schraffenmanier bedeuteten den Übergang zur modernen Kartographie in der Schweiz und verdrängten schnell alle vorausgegangenen Karten.
Durch dieses Werk erwarb Scheuermann sich «mit einem Male weite Anerkennung und Ruf» (Carl Brun: Schweizerisches Künstler-Lexikon. 3, 1913). Scheuermann führte danach eine grössere Anzahl verschiedener Karten, Pläne und Panoramen aus, darunter 19 «Karten der Schweizerkantone», die ab 1804 im Helvetischen Almanach veröffentlicht wurden und 1822 gebunden bei Orell Füssli & Comp. als Atlas der Schweiz erschienen.
Scheuermann arbeitete, wie auch sein Sohn Jakob Emanuel (* 25. Juni 1807; † 13. August 1862), für den Panoramazeichner und Kartenverleger Heinrich Keller in Zürich. Dessen berühmtes erstes «Panorama vom Rigi-Berg» stach er in Kupfer. Es finden sich auch zahlreiche Vignetten aus seiner Werkstatt in Ausgaben der zeitgenössischen Literatur (u. a. «Bürklin’s auserlesene Gedichte, Zum Besten der verunglükten Schweizer», 1800).